# Verlag Ludwig Schulbuch
Der Verlag Ludwig Schulbuch ist ein 1948 von W. Ludwig in Pfaffenhofen a. d. Ilm als W. Ludwig Verlag und später als Ludwig Schulbuchverlag gegründeter Buchverlag mit dem Schwerpunkt Schulbücher. Er befand sich bis 1995 im Besitz der Familie Ludwig und wurde anschließend als Verlag Ludwig Schulbuch veräußert. 
Das Gesamtprogramm des Verlags Ludwig Schulbuch umfasst Bücher und Software für Lehr- und Unterrichtszwecke sowie Dissertationen und Diplomarbeiten. Außerdem werden Vorbereitungsbücher für Prüfungen verlegt. Weitere Schwerpunkte sind Unterrichtsmaterialien für Informationstechnologie, Rechnungswesen, Deutsch usw. und Handbücher zum Umgang mit Erziehungsproblemen in der Schule (Migranten im Unterricht, Selbstevaluation, verhaltensauffällige Schüler).